# パシフィック・ミュージック・フェスティバル
パシフィック・ミュージック・フェスティバル札幌（Pacific Music Festival Sapporo 略称：PMF、ピー・エム・エフ）は、1990年に20世紀を代表する指揮者、作曲家のレナード・バーンスタインがロンドン交響楽団とともに北海道札幌市で創設した国際教育音楽祭。

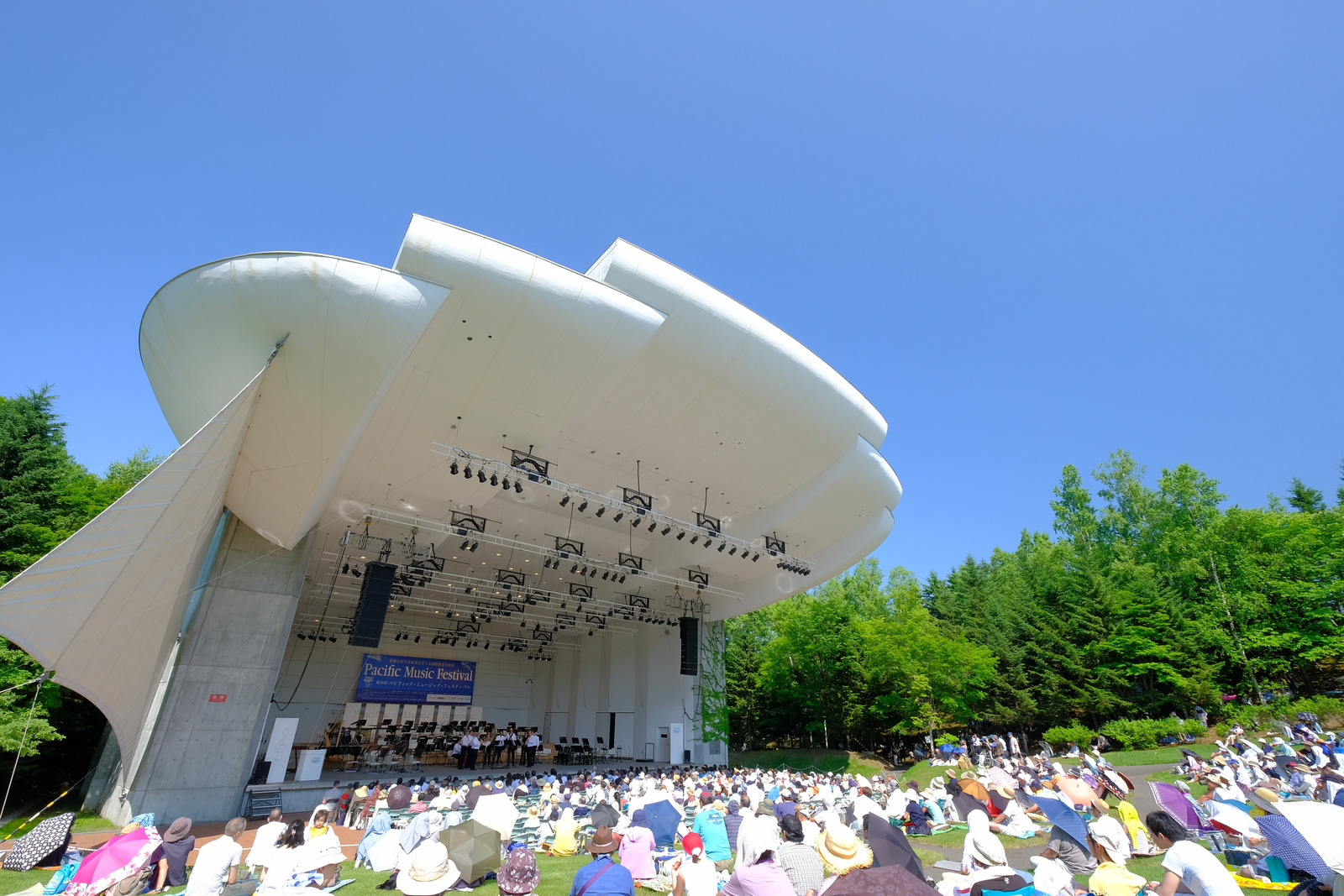
PMFのコンサート主会場の一つ、札幌芸術の森・野外ステージ（2017年）

## 概要
毎年7月の約1カ月間、札幌市を中心に開催され、アメリカの「タングルウッド音楽祭」、ドイツの「シュレスヴィヒ＝ホルシュタイン音楽祭」とともに、世界三大教育音楽祭のひとつとされる。公益財団法人パシフィック・ミュージック・フェスティバル組織委員会と札幌市が主催する。
「PMFアカデミー」が音楽祭の中核をなし、オーディションで選ばれた若手音楽家（アカデミー生）が、世界一流の指揮者や、ウィーン・フィルハーモニー管弦楽団、ベルリン・フィルハーモニー管弦楽団、シカゴ交響楽団などの現役団員らで構成された教授陣の指導を受け、札幌コンサートホールKitaraや札幌文化芸術劇場、札幌芸術の森・野外ステージを主会場とした演奏会で成果を披露する。毎年７月～８月に約３週間の会期で開催される。

## 創設の経緯と存続
バーンスタインは、環太平洋地域の若手音楽家を集めたアジアでの教育音楽祭を企画していた。彼は長年故郷に近いボストンの「タングルウッド音楽祭」で若手演奏家の指導に尽力してきたが、それをアジアにも拡大したいと願った。最初の構想では開催地は北京であったが、1989年6月の天安門事件の発生により、当地での開催を断念。PMFアカデミーの研修場所にふさわしい札幌芸術の森やオーケストラの演奏会ができるホールの存在、北海道には予定した開催時期に梅雨がない、などの理由によって札幌が開催地に選ばれた。6月26日に開幕した第1回の音楽祭には、約900人のオーディション受験者の中から123人の若手演奏家がアカデミー生として招かれ、バーンスタインは彼らにシューマンの交響曲第2番を教えた。
バーンスタインは第1回の開催後、肺癌により急逝（10月14日）したため、PMFにはこの時が最初で最後の参加となった。彼の死後、札幌市が以後の開催と協力を宣言し、1991年の第2回以降は札幌市が中心となり任意団体「PMF組織委員会」を発足。指導体制としても、バーンスタインと共に第1回に参加したマイケル・ティルソン・トーマスと、ヒューストン交響楽団音楽監督（当時）のクリストフ・エッシェンバッハが芸術監督を引き継ぎ、ウィーン・フィル首席奏者らが教授を引き受けた。なおPMF組織委員会は2002年に文部科学省（文化庁）許可の財団法人、2010年に内閣府所管の公益財団法人へ移行し、毎年の音楽祭の運営にあたっている。
これまでにPMFで学んだアカデミー生（PMF修了生）は、世界78カ国・地域から延べ約3,800名を数え、200を超える世界各国・地域のオーケストラに在籍している。
2019年6月、第30回の節目を迎えるにあたり、音楽祭の名称を「パシフィック・ミュージック・フェスティバル札幌」に変更することが発表された。
2020年は新型コロナウイルスの世界的な感染拡大を受け音楽祭を中止。2021年は新型コロナ終息が見通せないため、指揮者、教授陣、アカデミー生とも海外勢が来日しない態勢で開催し、音楽教育をオンラインで行うとともに、国内在住の修了生を中心にオーケストラを編成したが、音楽祭開催期間中に一部出演者、スタッフのコロナウイルス感染が判明し、会期後半9公演を残し中止した（7月28日）。2022年は3年ぶりに海外からアーティストらが参加して本来の形での開催となった。

## 主な参加音楽家

### PMFオーケストラ指揮者
芸術監督
- レナード・バーンスタイン（1990年）
- マイケル・ティルソン・トーマス（1990年-2000年）
- クリストフ・エッシェンバッハ（1991年、1993年-1998年）
- シャルル・デュトワ（2000年-2002年）
- ファビオ・ルイージ（2010年-2012年）
- ヴァレリー・ゲルギエフ（2015年-2019年）

首席指揮者
- ベルナルト・ハイティンク（2003年）
- ヴァレリー・ゲルギエフ（2004年、2006年）
- ネルロ・サンティ（2005年）
- リッカルド・ムーティ（2007年）
- ファビオ・ルイージ（2008年）
- 準・メルクル（2013年、2015年、2017年）
- ジョン・アクセルロッド（英語版）（2016年、2018年）
- マリン・オールソップ（2019年）
- ラハフ・シャニ（2022年）
- マンフレート・ホーネック（2024年）[11]
- マレク・ヤノフスキ（2025年）

客演指揮者
- エド・デ・ワールト（2003年）
- ファビオ・ルイージ（2004年）
- 準・メルクル（2005年、2008年）
- ヤコフ・クライツベルク（2006年）
- フィリップ・ジョルダン（2007年）
- アンドレイ・ボレイコ（2007年）
- 尾高忠明（2008年）
- シエン・ジャン（2009年）
- クシシュトフ・ウルバンスキ（2011年）
- エイヴィン・グルベルグ・イェンセン（2012年）
- アレクサンドル・ヴェデルニコフ（2013年）
- アンドリス・ポーガ（2015年）
- エドウィン・アウトウォーター（2018年）
- ケン＝デイヴィッド・マズア（2022年）
- エリアス・グランディ（2024年）[11]
- カリーナ・カネラキス（2025年）

指揮者
- マリン・オールソップ（1990年）
- リーフ・ブヤランド（1990年）
- 佐渡裕（1990年、1992年-1999年、2001年、2014年）
- 大植英次（1990年、2021年）
- チエン・ウェンピン（1998年-2004年）
- サッシャ・ゲッツェル（2005年-2006年）
- ルイス・ビアヴァ（2008年-2009年）
- 川瀬賢太郎（2007年-2009年、2023年）
- マイケル・ティルソン・トーマス（2009年）※元芸術監督として
- クリストフ・エッシェンバッハ（2009年、2019年）※元芸術監督として
- ダニエル・マツカワ（2010年-2011年、2013年-2019年、2023-2024年、2025年）
- アレクサンダー・ビューロー（2010年）
- オスモ・ヴァンスカ（2014年）
- ドミンゴ・インドヤン（2014年）
- ジョン・ネルソン（2014年）
- 沼尻竜典（2014年）
- ガエタノ・デスピノーサ（2014年）
- 久保田昌一（2015年）
- 原田慶太楼（2016年、2018年、2021年）
- 大山平一郎（2017年）
- クリスチャン・ナップ（2018年-2019年）
- クシシュトフ・ウルバンスキ（2023年）
- トーマス・ダウスゴー（2023年）
- ウィルソン・ウン（2024年）
- ダヴィッド・ルンツ（2025年）

### ソリスト
ピアノ
- アンドレ・ワッツ（1997年、2009年）
- マルタ・アルゲリッチ（2002年）
- ボリス・ベレゾフスキー（2007年）
- ピエール＝ローラン・エマール（2008年）
- 小曽根真（2008年、2022年）
- リーズ・ドゥ・ラ・サール（2010年）
- チョ・ソンジン（2010年）
- ベフゾド・アブドゥライモフ(2014年）
- ドミトリー・マスレエフ（英語版）（2015年）
- アンドリュー・タイソン（2018年）
- 三舩優子（2021年）
- 北村朋幹(外部リンク )（2022年）
- ヤン・リツエツキ（英語版）（2023年）
- ティル・フェルナー（2024年）

ヴァイオリン
- 五嶋みどり（1990年、2018年）
- 五嶋龍（1995年）
- アン・アキコ・マイヤース（2008年）
- エリック・シューマン（2009年）
- ヴェロニカ・エーベルレ（2013年）
- ワディム・レーピン（2013年）
- レオニダス・カヴァコス（2016年）
- ダニエル・ロザコヴィッチ（英語版）（2017年)
- 郷古廉（2019年）
- 金川真弓(外部リンク)（2022年、2023年）
- クララ＝ジュミ・カン（英語版）（2024年）
- 五明佳廉（英語版） (2025年）

その他
- セルゲイ・アントノフ（チェロ／2014年）
- セルゲイ・ナカリャコフ（トランペット／2014年）
- ラデク・バボラーク（ホルン／2013年）
- 原田節（オンド・マルトノ／2008年）
- 林英哲（和太鼓／2004年）
- リナート・シャハム（英語版）（メゾ・ソプラノ／2018年）
- トーマス・ハンプソン（バス／1990年、2011年）
- 宮田大（チェロ／2019年）
- マトヴェィ・デョーミン（フルート／2019年）
- 上野通明（チェロ／2022年）
- デニス・ブリアコフ（フルート／2023年）
- スティーヴン・イッサーリス（チェロ／2025年）

### オーケストラ
- ロンドン交響楽団（1990年、1994年、1997年）
- 札幌交響楽団＜PMFホストシティ・オーケストラ＞
- ヒューストン交響楽団（1991年、1995年）
- バイエルン放送交響楽団（1992年）
- サンタチェチーリア国立アカデミー管弦楽団（1993年、1998年）
- 大阪センチュリー交響楽団（1996年）
- NHK交響楽団（1999年～2002年、2005年、2006年）
- フィルハーモニア台湾（2007年）
- PMFインターナショナル・オーケストラ（PMF IO・1999年）
- PMFアニバーサリー・オーケストラ（PMF AO・2009年）
- PMFプレミアム・オーケストラ（2019年）
- PMFオーケストラJAPAN（2021年）

## アカデミー教授陣

### オーケストラ（器楽）
ヴァイオリン
- ヴェルナー・ヒンク（前ウィーン・フィル）
- フーベルト・クロイザマー（ウィーン・フィル）
- ライナー・キュッヒル（前ウィーン・フィル）
- エックハルト・ザイフェルト（ウィーン・フィル）
- ダニエル・フロシャウアー（英語版）
- ライナー・ホーネック（ウィーン・フィル）
- ダニエル・ゲーデ（ウィーン・フィル）
- ライナー・ゾンネ（ベルリン・フィル）
- ゾルタン・アルマジ（ベルリン・フィル）
- アンドレアス・ノイフェルド（ベルリン・フィル）
- 安永徹（ベルリン・フィル）
- 堀正文（N響）
- ローター・シュトラウス（シュターツカペレ・ベルリン）
- ラインハルト・クラウス（シュターツカペレ・ドレスデン）
- デイヴィッド・キム（フィラデルフィア管弦楽団）
- マーティン・チャリフォー（ロサンジェルス・フィル）
- デイヴィッド・チャン（メトロポリタン歌劇場管）
- スティーヴン・ローズ（クリーヴランド管）
- ヌリット・バー・ジョセフ（ナショナル響）

ヴィオラ
- ハインリッヒ・コル（前ウィーン・フィル）
- ハンス・ペーター・オクセンフォーファー（前ウィーン・フィル）
- ウルリッヒ・クネルツァー（ベルリン・フィル）
- ヴォルフラム・クリスト（ベルリン・フィル）
- マシュー・ハンター（ベルリン・フィル）
- 今井信子（ベルリン・フィル）
- セバスティアン・ヘルベルク（シュターツカペレ・ドレスデン）
- ダニエル・フォスター（ナショナル響）

チェロ
- フリッツ・ドレシャル（ウィーン・フィル）
- ゲルハルト・イーベラー（ウィーン・フィル）
- フランツ・バルトロメイ（ウィーン・フィル）
- ヴェルナー・レーゼル（ウィーン・フィル）
- ロベルト・ノージュ（ウィーン・フィル）
- シュテファン・ガルトマイヤー（ウィーン・フィル）
- エディソン・パシュコ（ウィーン・フィル）
- ペーテル・ソモダリ（ウィーン・フィル）
- ルートヴィヒ・クヴァント（ベルリン・フィル）
- ナサニエル・ローゼン（ベルリン・フィル）
- マルティン・メンキンク（ベルリン・フィル）
- ステファン・リーコフ（スイス・ロマンド管）
- デスモンド・ホービック（クリーヴランド管）
- ラファエル・フィゲロア（メトロポリタン歌劇場管）
- ハイ・イェ・ニ（フィラデルフィア管）

コントラバス
- アロイス・ポッシュ（ウィーン・フィル）
- ミラン・サガート（ウィーン・フィル）
- ヘルベルト・マイヤー（ウィーン・フィル）
- ミヒャエル・ブラーデラー（ウィーン・フィル）
- ヴォルフガング・ギュルトラー（ウィーン・フィル）
- ユーレック・デュバル（ウィーン・フィル）
- クラウス・シュトール（ベルリン・フィル）
- スワヴォミール・グレンダ（ミュンヘン・フィル）
- スティーヴン・トロモントージ（サンフランシスコ響）
- デニス・トレムブリー（ロサンゼルス・フィル）
- ジェフリー・ターナー（ピッツバーグ響）
- ハロルド・ロビンソン（フィラデルフィア管）
- アレクサンダー・ハンナ（シカゴ響）

フルート
- ディター・フリューリー（ウィーン・フィル）
- ヴォルフガング・シュルツ（ウィーン・フィル）
- アインハルト・ニーダーマイヤー（ウィーン・フィル）
- ギュンター・フォーグルマイヤー（ウィーン・フィル）
- アンドレアス・ブラウ（前ベルリン・フィル）
- カール・ハインツ・シュッツ(英語版)（ウィーン国立歌劇場管）
- ジェフリー・ケイナー（フィラデルフィア管）
- ステファン・ラグナー・ホスクルドソン（シカゴ響）
- ティモシー・ハッチンズ（モントリオール響）
- デニス・ブリアコフ（ロサンジェルス・フィル）

オーボエ
- ゲアハルト・トゥレチェック（ウィーン・フィル）
- マルティン・ガブリエル（ウィーン・フィル）
- クレメンス・ホーラック（ウィーン・フィル）
- ハーラルト・ホルト（ウィーン・フィル）
- ドミニク・ヴォレンヴェーヴァー（ベルリン・フィル）
- アルブレヒト・マイヤー（ベルリン・フィル）
- ジョナサン・ケリー（ベルリン・フィル）
- アンドレアス・ヴィットマン（ベルリン・フィル）
- セリーヌ・モネ（シュターツカペレ・ドレスデン）
- ユージン・イゾトフ（サンフランシスコ響）
- ドワイト・パリー（シンシナティ響）
- ネイサン・ヒューズ(ミネソタ管)
- ジョン・アップトン（メトロポリタン歌劇場管）

クラリネット
- ペーター・シュミードル（ウィーン・フィル）
- マンフレート・プライス（ウィーン・フィル）
- アレクサンダー・バーダー（ベルリン・フィル）
- ゲラルト・パッヒンガー（ウィーン響）
- ジェシカ・フィリップス・リスキ（メトロポリタン歌劇場管）
- アンドレ・モアザン（モントリオール響）
- リカルド・モラレス（フィラデルフィア管）
- スティーヴン・ウィリアムソン（シカゴ響）
- アントン・リスト（メトロポリタン歌劇場管）

ファゴット
- シュテファン・トゥルノフスキー（ウィーン・フィル）
- ミヒャエル・ヴェルバ（ウィーン・フィル）
- ハーラルト・ミュラー（ウィーン・フィル）
- シュテファン・シュヴァイゲルト（ベルリン・フィル）
- モア・ビロン（ベルリン・フィル）
- リヒャルト・ガラー（ウィーン響）
- ダニエル・マツカワ（フィラデルフィア管）
- リッカルド・テルツォ（ゲヴァントハウス管）

ホルン
- ギュンター・ヘーグナー（ウィーン・フィル）
- ロナルド・ヤネツィック（ウィーン・フィル）
- ヴォルフガング・トンベック（ウィーン・フィル）
- ラルス・ミヒャエル・ストランスキー（ウィーン・フィル）
- シュテファン・ドゥ・ルヴァル・イェジエルスキ（ベルリン・フィル）
- サラ・ウィリス（ベルリン・フィル）
- ティモシー・ジョーンズ（ロンドン響）
- ジョン・ヅィルベル（モントリオール響）
- デビット・パイヤット（ロンドン響）
- スタニスラフ・ツェス（マリインスキー劇場管）
- ロバート・ワード（サンフランシスコ響）
- ウィリアム・カバレロ（ピッツバーグ響）
- アンドリュー・ベイン（ロサンゼルス・フィル）

トランペット
- ヨーゼフ・ポンベルガー（ウィーン・フィル）
- ヴァルター・ジンガー（ウィーン・フィル）
- ハンス・ガンシュ（ウィーン・フィル）
- ハンス・ペーター・シュー（ウィーン・フィル）
- マルティン・ミュールフェルナー（ウィーン・フィル）
- ゴットハルト・エーダー（ウィーン・フィル）
- タマーシュ・ヴェレンツェイ（ベルリン・フィル）
- ファルク・メルテンス（ベルリン・フィル）
- ロデリック・フランクス（ロンドン響）
- モーリス・マーフィー（ロンドン響）
- ポール・メルケロ（モントリオール響）
- デイヴィッド・ビルジャー（フィラデルフィア響）
- マーク J. イノウエ（サンフランシスコ響）
- デイヴィッド・クラウス（メトロポリタン歌劇場管）

トロンボーン
- イアン・バウスフィールド（ロンドン響／ウィーン・フィル）
- カール・ヤイトラー（ウィーン・フィル）
- ルドルフ・ヨーゼル（ウィーン・フィル）
- ヨハン・シュトレッカー（ウィーン・フィル）
- ディートマール・クーベルベク（ウィーン・フィル）
- シュテファン・シュルツ（ベルリン・フィル）
- エドガー・マニャック（ベルリン・フィル）
- イェスパー・ブスク・ソレンセン（ベルリン・フィル）
- オラフ・オット（ベルリン・フィル）
- ニコラ・ノード（シュターツカペレ・ドレスデン）
- エリック・クリース（ロンドン響）
- ニッツァン・ハロッズ（フィラデルフィア管）
- ピーター・サリヴァン（ピッツバーグ響）
- ラルフ・サウアー（ロサンゼルス・フィル）
- デンソン・ポール・ポラード（メトロポリタン歌劇場管）
- ティモシー・ヒギンズ（サンフランシスコ響）
- デミアン・オースティン（メトロポリタン歌劇場管）

パーカッション
- クルト・プリホダ（ウィーン・フィル）
- ブルーノ・ハルトル（ウィーン・フィル）
- ローラント・アルトマン（ウィーン・フィル）
- アントン・ミッテルマイヤー（ウィーン・フィル）
- フランツ・シンドルベック（ベルリン・フィル）
- ニール・パーシー（ロンドン響）
- シンシア・イェ（シカゴ響）

ティンパニ
- ライナー・ゼーガス（ベルリン・フィル）
- ミヒャエル・ヴラダー（ウィーン響）
- ドン・リウッズィ（フィラデルフィア管）
- デイヴィッド・ハーバート（シカゴ響）
- ジョゼフ・ペレイラ（ロサンゼルス・フィル）

ハープ
- アンア・レルケス（ウィーン・フィル）
- アーデルハイド・ミラー＝ブロフスキー（ウィーン・フィル）
- グザヴィエ・ドゥ・メストレ（ウィーン・フィル）
- シャルロッテ・バルツェライト（ウィーン・フィル）
- 吉野直子
- アンネレーン・レナエルツ（ウィーン・フィル）
- アスリッド・フォン・ブルック（シュターツカペレ・ドレスデン）
- 早川りさこ（N響）
- 安楽真理子（メトロポリタン歌劇場管）

※所属は参加当時

### 弦楽四重奏
- 篠崎史紀コンサートマスター率いるN響メンバー（2005年）
- 東京クヮルテット（2005年-2009年）

### ヴォーカル（声楽）／鍵盤楽器／ピアノ
- アーリン・オジェー（ソプラノ・1991年）
- クリスタ・ルートヴィヒ（メゾソプラノ・1991年）
- ポール・スペーリー（テノール・1991年-1997年）
- コーネリアス・ハウプトマン（バス・1991年）
- イルマ・ヴァエシヨ（ピアノ・1991年-1999年）
- チャールズ・スペンサー（ピアノ・1991年-1992年）
- マーティン・イセップ（ピアノ／声楽・1995年-1997年）
- マリリン・ホーン（メゾソプラノ・1996年）
- ラリーサ・ゲルギエワ（声楽・1996年）
- アンドレ・ワッツ（ピアノ・1997年）
- シモン・シャウテン（指揮／声楽・1998年）
- 松居直美（オルガン・1998年）
- 鈴木雅明（チェンバロ・1998年）
- ニコラス・マクギガン（指揮／声楽・1999年）
- ジュリアナ・ゴンデック（ソプラノ／声楽・1999年）
- ペーター・グリューンベルク（ピアノ・1999年-2000年）
- ロザモンド・イーリング（ソプラノ・2000年）

- マリス・ペーターゼン（ソプラノ・2012年）
- ロベルト・セルヴィーレ（バリトン・2012年）

- ガブリエッラ・トゥッチ（声楽・2015年-2019年）

### コンダクティング（指揮）
- レナード・バーンスタイン（1990年）
- ファビオ・ルイジ（2011年-2012年）
- アンドリス・ポーガ（2015年）
- ジョン・アクセルロッド（2016年）
- 準・メルクル（2017年）

### コンポジション（作曲）
- デイヴィッド・デル・トレディチ（1992年）
- ルー・ハリソン（1993年）
- 武満徹(1994年）
- トバイアス・ピッカー（1995年）
- 高橋悠治（1997年）
- クリストファー・ラウス（1998年）
- タン・ドゥン（1999年）
- アーロン・ジェイ・カーニス（2000年）
- ロウェル・リーバーマン（2001年）
- ジョン・コリリアーノ（2002年）
- クシシュトフ・ペンデレツキ（2003年）
- 一柳慧（2004年）
- デトレフ・グラネルト（2005年）
- 細川俊夫（2006年、2008年）
- ヘルベルト・ヴィリ（2007年）
- レーラ・アウエルバッハ（2009年）

## 年表

### 1990年（平成2年）-1999年（平成11年）
1990年（平成2年）
- 第1回PMFが開幕（6月26日・札幌芸術の森 -7月14日　19日間）
- レナード・バーンスタインとともにマイケル・ティルソン・トーマスがPMF芸術監督に就任（-2000年）
- バーンスタイン指揮による最初で最後の「PMFオーケストラ演奏会」（7月3日・札幌市民会館）
- バーンスタイン逝去（10月14日・ニューヨークの自宅にて）
- ニューヨークのセント・ジョン・ザ・ディヴァイン大聖堂でのバーンスタイン追悼演奏会で、板垣武四札幌市長（当時）が、PMFの継続開催を宣言

1991年（平成3年）
- クリストフ・エッシェンバッハがPMF芸術監督に就任（1991年、1992-1998年）
- オーケストラの指導にウィーン・フィルハーモニー管弦楽団首席奏者が参加
- PMFアカデミーに「声楽コース」が加わる
- 札幌市を中心に設立された「PMF組織委員会」が主催となる

1992年（平成4年）
- 札幌芸術の森での「ピクニックコンサート」が始まる
- 北海道内外で公演を行い、広島で平和祈念コンサートに出演
- レジデント・コンポーザーの招へいを始める

1993年（平成5年）
- 「教育セミナー」が始まる
- 北海道南西沖地震被災者への義援金募集活動を各演奏会場で行う

1994年（平成6年）
- PMF第5回記念
- 札幌交響楽団の演奏でバーンスタインのミュージカル「キャンディード」の日本語版初演を行う（演奏会形式）

1995年（平成7年）
- 国連50周年／国連大学20周年記念コンサート出演
- 五嶋龍（当時7歳）、PMFでヴァイオリニストとしてデビュー

1996年（平成8年）
- オペラをテーマに開催、モーツァルト、チャイコフスキーなどの作品を取り上げる
- PMFオーケストラにより武満徹を偲ぶ追悼演奏を行い、武満の作品をプログラムに取り入れる。

1997年（平成9年）
- 札幌コンサートホールKitara開館、新たな主要演奏会場となる
- 阪神・淡路大震災復興チャリティーコンサートとしてPMFオーケストラ神戸公演を実施
- アジア地域の音楽教育強化対応として、ジュニア・フェロー・プログラムを開始（-2002年）

1998年（平成10年）
- 「ピアノコース」の名称を「鍵盤楽器コース」と改め、チェンバロとオルガン奏者も募集
- 「声楽コース」、合唱に重点を置き「バッハ・プログラム」を取り上げる

1999年（平成11年）
- PMF第10回を記念し、修了生選抜メンバーによる「PMFインターナショナル・オーケストラ（PMF IO）を編成
- ウィーン・フィル首席奏者とPMFオーケストラ・メンバーによる、初の「大通公園コンサート」を実施

### 2000年（平成12年）-2009年（平成21年）
2000年（平成12年）
- シャルル・デュトワが芸術監督に就任（-2002年）
- バッハ没後250年記念演奏会を行う

2002年（平成14年）
- 「コンポジション（作曲）コース」を新設（-2009年）
- PMF組織委員会が財団法人となる（4月）

2003年（平成15年）
- 新型肺炎SARS感染拡大の対応として中国・台湾居住のアカデミー生7人の参加を保留。翌年オーディションの免除し招待する
- 札幌芸術の森・野外ステージ改修工事のため、ピクニックコンサートは休止し、札幌コンサートホールKitaraで終日コンサートを行う

2004年（平成16年）
- 札幌芸術の森・野外ステージ＜レナード・バーンスタイン・メモリアル・ステージ＞がリニューアルオープンし、ピクニックコンサートを再開する
- PMF第15回記念式典を行う
- 野外ステージに設置したレナード・バーンスタイン・メモリアル・プレートの除幕式に、バーンスタインの長男アレキサンダーが出席

2005年（平成17年）
- 「弦楽四重奏コース」新設（-2009年）
- 大通公園コンサートの会場を西8丁目から西6丁目に移す
- 愛知県で開催された「愛・地球博」に公式参加

2006年（平成18年）
- 武満徹没後10年「トリビュート・トゥ・タケミツ」演奏会を札幌交響楽団とPMFオーケストラの共演で開催

2008年（平成20年）
- バーンスタイン生誕90年を祝うガラコンサートをPMFオーケストラと札幌交響楽団の共演により開催
- 北海道洞爺湖サミットに関連してPMFアカデミー・アンサンブルによる湖上コンサートを開催

2009年（平成21年）
- PMF創設20回を記念してPMFアニバーサリー・オーケストラ（PMF AO）を編成。バーンスタインが1990年に指揮したシューマン「交響曲第2番」をエッシェンバッハの指揮で演奏（札幌・苫小牧）

### 2010年（平成22年）-2019年（平成31年/令和元年）
2010年（平成22年）
- ファビオ・ルイジが芸術監督に就任（～2012年）
- PMFでは1996年以来14年ぶりとなるオペラ、演奏会形式によるプッチーニの歌劇「ラ・ボエーム」を演奏（PMFシンガーズ8人が参加）
- PMF組織委員会が財団法人から内閣府認定の公益財団法人に移行（8月）

2011年（平成23年）
- 3月に発生した東日本大震災の影響も懸念されたが、ファビオ・ルイジをはじめ多くの音楽家から参加の意思を受け「がんばれ日本 がんばろう日本」をスローガンに開催
- バーンスタインが実施して以来21年ぶりにコンダクティング（指揮）・アカデミーを開催

2012年（平成24年）
- 札幌コンサートホールKitaraでの公演最終日に「PMF GALAコンサート」を初めて実施
- 日中国交正常化40周年を記念し、PMF初の海外公演を中国の北京、瀋陽で実施

2013年（平成25年）
- カーネギーホールの小学生向けの音楽教育プログラム「リンクアップ」を日本で初開催

2014年（平成26年）
- 25回目の開催を記念し、創設者バーンスタインを讃える特別コンサート、北海道初演となるR. シュトラウスのステージオペラ「ナクソス島のアリアドネ」などさまざまな公演を実施
- バーンスタインの立像を制作し、中島公園（札幌市）に新設された「バーンスタイン プレイス」に設置（7月）

2015年（平成27年）
- ワレリー・ゲルギエフが芸術監督に就任（～2019）
- オーディションを初めてインターネットを通して実施

2016年（平成28年）
- 創設者バーンスタインにちなんだ曲で構成された「バーンスタイン・レガシー・コンサート」を開催

2018年（平成30年）
- バーンスタイン生誕100年にちなみ、各プログラムでバーンスタインの作品を取り上げた
- 19年ぶりに広島公演を開催。公演に先立ち芸術監督とアカデミー生が広島平和記念公園などを訪問
- 「PMF～豊かな風土に根差した世界につながる教育音楽祭～」として北海道遺産に選定される

2019年（平成31年／令和元年）
- 音楽祭の名称を「パシフィック・ミュージック・フェスティバル札幌」に変更（6月）
- 創設30回を記念し修了生を交えたPMFプレミアム・オーケストラを編成。市民による合唱団とともにマーラーの交響曲第8番を演奏

### 2020年（令和2年） -
2020年（令和2年）
- 新型コロナウイルスの世界的な感染拡大を受け、音楽祭の中止を発表（4月）[7]
- 開催予定期間に合わせて過去の映像を特設サイトで配信する「PMF Connects ~2020 Summer Festival~」を開催（7月）[12]

2021年（令和3年）
- 新型コロナ終息が見通せないため、指揮者、教授陣、アカデミー生とも海外勢が来日しない態勢で開催。音楽教育をオンラインで行うとともに、国内在住の修了生を中心にオーケストラを編成。[8]
- 音楽祭開催期間中に一部出演者、スタッフのコロナウイルス感染が判明し、会期後半9公演を残し中止（7月28日）[9]

2022年（令和4年）
- 3年ぶりに海外からアーティストらが参加してPMFオーケストラを結成。[10]東京公演、リンクアップ・コンサートなど、コロナ禍になってから中止となっていた公演も復活。

2023年（令和5年）
- コロナが一段落したことなどの要因で、期間中の来場者数が約4千人増加。[13]